# PTT Pattaya Open 2009
Il PTT Pattaya Women's Open 2009 è stato un torneo di tennis giocato sul cemento. È stata la 18ª edizione del Pattaya Women's Open, che fa parte della categoria International nell'ambito del WTA Tour 2009.
Si è giocato a Pattaya, in Thailandia, dal 7 al 15 febbraio 2009.

## Partecipanti

### Teste di serie
| Giocatrice           | Nazionalità | Ranking* | Testa di serie |
| -------------------- | ----------- | -------- | -------------- |
| Vera Zvonarëva       | Russia      | 5        | 1              |
| Caroline Wozniacki   | Danimarca   | 12       | 2              |
| Dominika Cibulková   | Slovacchia  | 18       | 3              |
| Sybille Bammer       | Austria     | 26       | 4              |
| Peng Shuai           | Cina        | 35       | 5              |
| Tamarine Tanasugarn  | Thailandia  | 41       | 6              |
| Shahar Peer          | Israele     | 48       | 7              |
| Magdaléna Rybáriková | Slovacchia  | 51       | 8              |

- Ranking al 9 febbraio 2009.

### Altre partecipanti
Giocatrici che hanno ricevuto una Wild card:
- Noppawan Lertcheewakarn
- Nicha Lertpitaksinchai

Giocatrici passate dalle qualificazioni:
- Julija Bejhel'zymer
- Vitalija D'jačenko
- Sesil Karatančeva
- Ivana Lisjak
- Ryoko Fuda (as a lucky loser)

## Campioni

### Singolare
Vera Zvonarëva ha battuto in finale  Sania Mirza con il punteggio di 7–5, 6–1

### Doppio
Jaroslava Švedova /  Tamarine Tanasugarn hanno battuto in finale  Julija Bejhel'zymer /  Vitalija D'jačenko con il punteggio di 6–3, 6–2